# Litoria pronimia
Litoria pronimia es una especie de anfibio anuro del género Litoria, de la familia Hylidae.

## Distribución geográfica
Es originaria de Papúa Nueva Guinea, y posiblemente de Nueva Guinea Occidental (Indonesia).